# Aeropuerto Almirante Marcos A. Zar

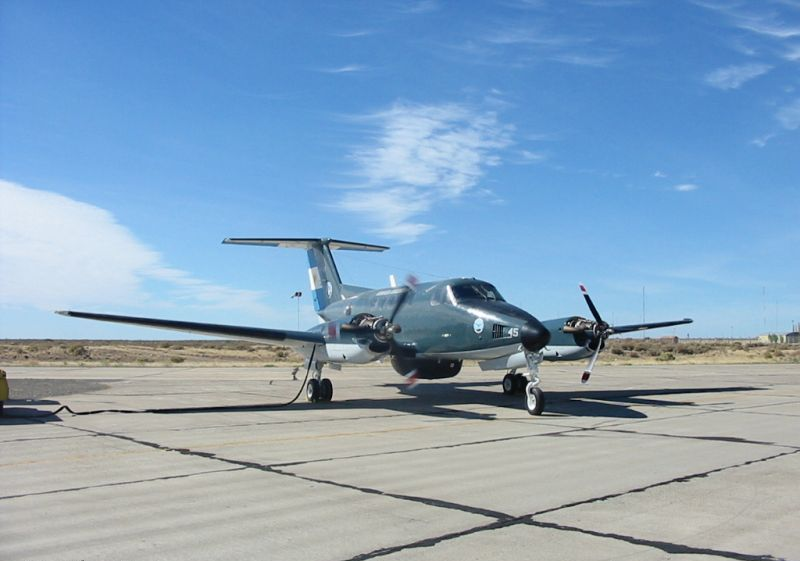
Un B200 Cormorán en la pista del aeropuerto.

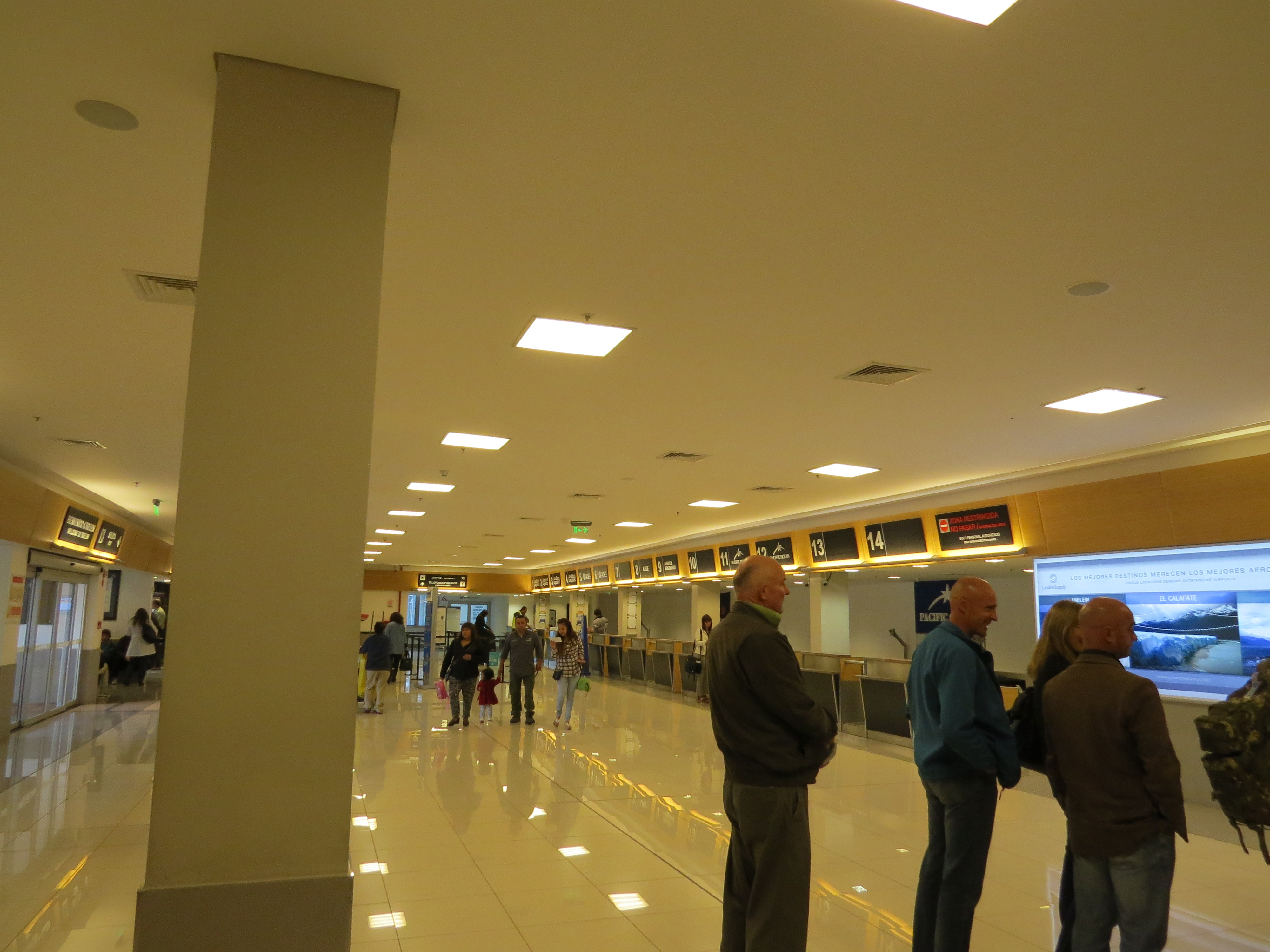
Sector de check-in.

El Aeropuerto Almirante Marcos A. Zar (FAA: TRE - IATA: REL - OACI: SAVT) (en galés: Maes Awyr Almirante Marcos A. Zar), es un aeropuerto internacional y de cabotaje, que se encuentra a 7 km al norte del centro de la ciudad de Trelew, en la provincia del Chubut (Argentina). 
El aeropuerto no solo le da servicio a Trelew, sino que también lo hace a Rawson y otras ciudades del Valle inferior del río Chubut. La estación aérea sirve también como base a la Armada Argentina, dueña del predio. En el mismo, se ubica la Base Aeronaval Almirante Zar. Sus principales destinos son Buenos Aires, Ushuaia, Comodoro Rivadavia y El Calafate.
Lleva su nombre en homenaje al Vicealmirante Marcos Antonio Zar. La terminal para pasajeros del Aeropuerto está concesionada a la empresa London Supply.

## Características
Es el primer aeropuerto temático del país, ya que cuenta con distintas tipologías arquitectónicas que lo transforman en un edificio con diversos aspectos que hacen a la paleontología, poniendo especial énfasis en unificar su fachada. Este proyecto se realizó con la ayuda del Museo Paleontológico Egidio Feruglio con el objetivo de dar una bienvenida a la ciudad.
Cuenta con un casco de Canberra, honroso recuerdo entregado por personal de la II Brigada Aérea por la participación como base de despliegue del aeropuerto en la Guerra de Malvinas.
Actualmente, existe un proyecto de crear una terminal de cargas para exportar productos de la provincia.
El aeropuerto es el más importante del norte chubutense con un flujo de 230.000 pasajeros por año (arribados y salidos). Dadas las condiciones climáticas reinantes, el mismo es operable el 98% del año. Sus medidas de seguridad y la falta de obstáculos geográficos en el aérea de emplazamiento lo transforma en un aeropuerto alternativo para aeronaves con emergencias en vuelo. Este aeropuerto cumple con todas las normativas y medidas necesarias para que los despegues y aterrizajes sean seguros y sin inconvenientes.

## Historia

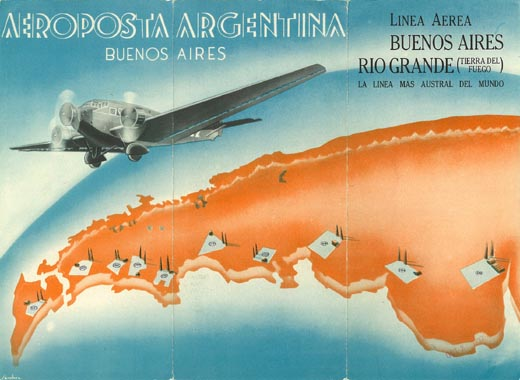
Cartel de la Aeroposta con la línea Buenos Aires - Río Grande.

El 31 de octubre de 1929, se realizó un vuelo entre Comodoro Rivadavia y Bahía Blanca, con escalas en Trelew y San Antonio Oeste. Al día siguiente, la empresa Aeroposta Argentina S.A. inauguró sus vuelos regulares a la ciudad, con la ruta Buenos Aires - Comodoro Rivadavia y posteriormente hacia Río Grande.
En el año 1945, con la creación de la Fuerza Aérea Argentina, se completaron todas las actividades tendientes a hacer del vuelo comercial una actividad segura y redituable. En 1947 se estableció  como una de las principales bases aeronavales de la Armada Argentina, donde se concentran los medios de exploración y vigilancia marítima norpatgonica.
En la década de 1970 el edificio donde funcionaba la terminal aérea fue donde se refugiaron las víctimas de la masacre de Trelew, hoy en día es el Centro Cultural por la Memoria que recuerda el asesinato de presos políticos peronistas y de izquierda durante el terrorismo de Estado.
En el año 1979, el aeropuerto se trasladó a su ubicación actual, en el predio de la Base Aeronaval Almirante Zar. El 20 de septiembre de 1989 un Lockheed L-188 Electra (6-P-101) de la Armada Argentina con 23 tripulantes a bordo, se accidentó al intentar aterrizar cerca del mediodía, dejando como saldo algunos heridos.
Hasta 2006 fue un hub secundario de la desaparecida aerolínea CATA Línea Aérea. En el 2009, se realizaron obras de ampliación y remodelación para declararlo como aeropuerto internacional. Ese mismo año, surgió un proyecto para que la aerolínea Pluna realizase vuelos a San Paulo (Brasil) y Montevideo, pero fue rechazado por la Secretaría de Transporte. 
En abril de 2009, el Concejo Deliberante de Trelew aprobó por unanimidad el proyecto para la remodelación del Aeropuerto Internacional Almirante Marcos A. Zar y Áreas Concesionadas. London Supply, concesionaria del Aeropuerto, se quedó con la licitación para el plan de remodelación, el cual concluyó en el 2010 que incluyó la construcción de nuevas áreas, la incorporación de escaleras mecánicas, ascensores, y una pasarela telescópica que permite el ascenso y descenso de pasajeros de las aeronaves, la modernización fue inaugurada por el entonces gobernador Bordet
 En 2021 comenzaron las tareas de modernización de la terminal y de balizamiento.

## Datos
Su dirección es Ruta 3 S/N y su Código Postal es (U9100WAA), siendo sus coordenadas 43° 12' 35" latitud Sur y 65° 17' 02" longitud Oeste. Su  plataforma comercial es de 1,47 ha y la elevación del aeródromo es de 43 m s. n. m. (141 ft). El aeropuerto tiene sector para arribos y partidas ubicados en dos niveles.
El área total del predio es de 5,1 ha y una terminal de pasajeros de 3500 m² en dos niveles. Su categoría OACI es 4E.

### Pista

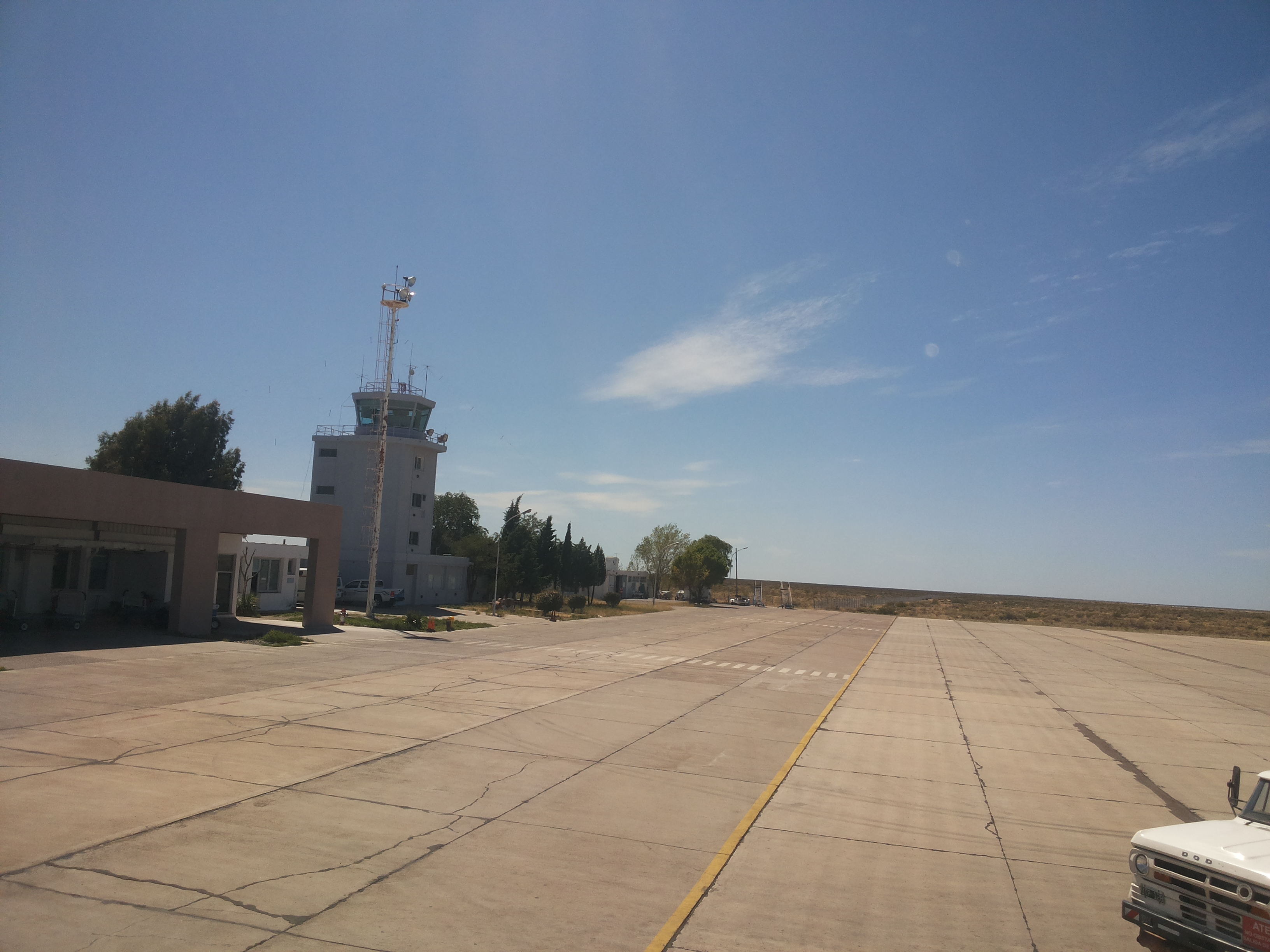
Vista de la pista.

La pista y calle de rodaje fueron diseñadas tomando como aeronave crítica un Boeing 707. La plataforma de estacionamiento considerando la operación simultánea de tres aeronaves de mediano porte. La pista es compartida con la Base Aeronaval Almirante Zar ubicada junto al aeropuerto.
- Longitud de la pista 2560 m
- Ancho de la pista: 45 m
- Zonas de seguridad: 60 m (más allá de cada cabecera). Cabecera 06 asfalto. Cabecera 2.4 tierra.
- Orientación de la pista: 06-24
- Cotas: RWY 06 140:42.56 RWY 24 134:40.79
- Calles de rodaje: están diseñadas para alta velocidad con un ancho de 18 m
- Señalización: diurna en la pista, calle de rodaje y plataforma, las marcaciones respectivas se realizaron con pintura especial.

## Servicios
- Servicio de tránsito aéreo: brindado por EANA, controlado de lunes a domingo las 24 h
- Frecuencia de TWR / 118.7 MHz
- Auxiliar 120.65 MHz
- Rodaje 118.7 MHz
- Emergencia 121.5
- Nivel de protección contra incendio: el Aeropuerto cuenta con una categoría 7. El servicio es brindado por la Policía Federal Argentina y el equipamiento es provisto por la ANAC.
- Fuente secundaria de energía: actualmente el Aeropuerto cuenta con dos equipos independientes, uno que abastecerá el "lado aire" (balizamiento, comunicaciones, etc.) y otro equipo el resto de los servicios (aerostación, etc.)
- Ayudas radioeléctricas: VOR – DME 115.1 MHz / DME CH 98X NDB –   ILS
- Combustible: el servicio estará a cargo de YPF. Provisión combustible de AVGAS 100LL con capacidad de 207.000 l ATS. JET A1/HD1100, con capacidad de 535.000 litros.
- Ambulancia[8]

El aeropuerto cuenta con: parada de taxi, estacionamiento, confitería, cajero automático, wifi libre, lugar de alquiler de autos y un drugstore con souvenirs, revistas, etc.

## Almirante Marcos Antonio Zar
El vicealmirante Marcos Antonio Zar fundador de la Aviación Naval argentina, fue una de las figuras más prominentes de esta. El 29 de noviembre de 1956, por Decreto-Ley de facto N.º 21 578, se lo reconoció como uno de los fundadores de la Aviación Naval, y años después, el 21 de enero de 1970, otra ley de facto, la denominada ley N.º 18 559, le otorgó el título de Benemérito de la Aeronáutica Argentina por haber acreditado méritos extraordinarios como forjador de la Aviación Naval.

## Estadísticas
| Ranking | Ciudad                               | Pasajeros (2017) | Pasajeros (2018) | Variación | Pasajeros (Ene - Jun 2019) | Variación | Aerolíneas                                   |
| ------- | ------------------------------------ | ---------------- | ---------------- | --------- | -------------------------- | --------- | -------------------------------------------- |
| 1       | Buenos Aires (Aeroparque), Argentina | 199.396          | 247.721          | +19,35    | 100.878                    | -5,18     | Aerolíneas Argentinas, Austral Líneas Aéreas |
| 3       | Buenos Aires (Ezeiza), Argentina     | 40.636           | 36.265           | -11,11    | 12.854                     | -3,53     | Aerolíneas Argentinas, Austral Líneas Aéreas |
| 3       | Ushuaia, Argentina                   | 22.584           | 27.325           | +10,34    | 10.510                     | -14,23    | Aerolíneas Argentinas                        |
| 4       | Bahía Blanca, Argentina              | 12.434           | 17.977           | +33,3     | 6.346                      | -30,9     | Austral Líneas Aéreas                        |
| 5       | Comodoro Rivadavia, Argentina        | 10.889           | 15.092           | +30,04    | 5.860                      | -23,8     | Austral Líneas Aéreas                        |
| 6       | Córdoba, Argentina                   | 11.402           | 11.815           | +3,5      | 4.145                      | -12,68    | Aerolíneas Argentinas, Austral Líneas Aéreas |
| 7       | El Calafate, Argentina               | 4.867            | 9.096            | +33,33    | 3.769                      | -10,6     | Austral Líneas Aéreas                        |

## Aerolíneas y destinos

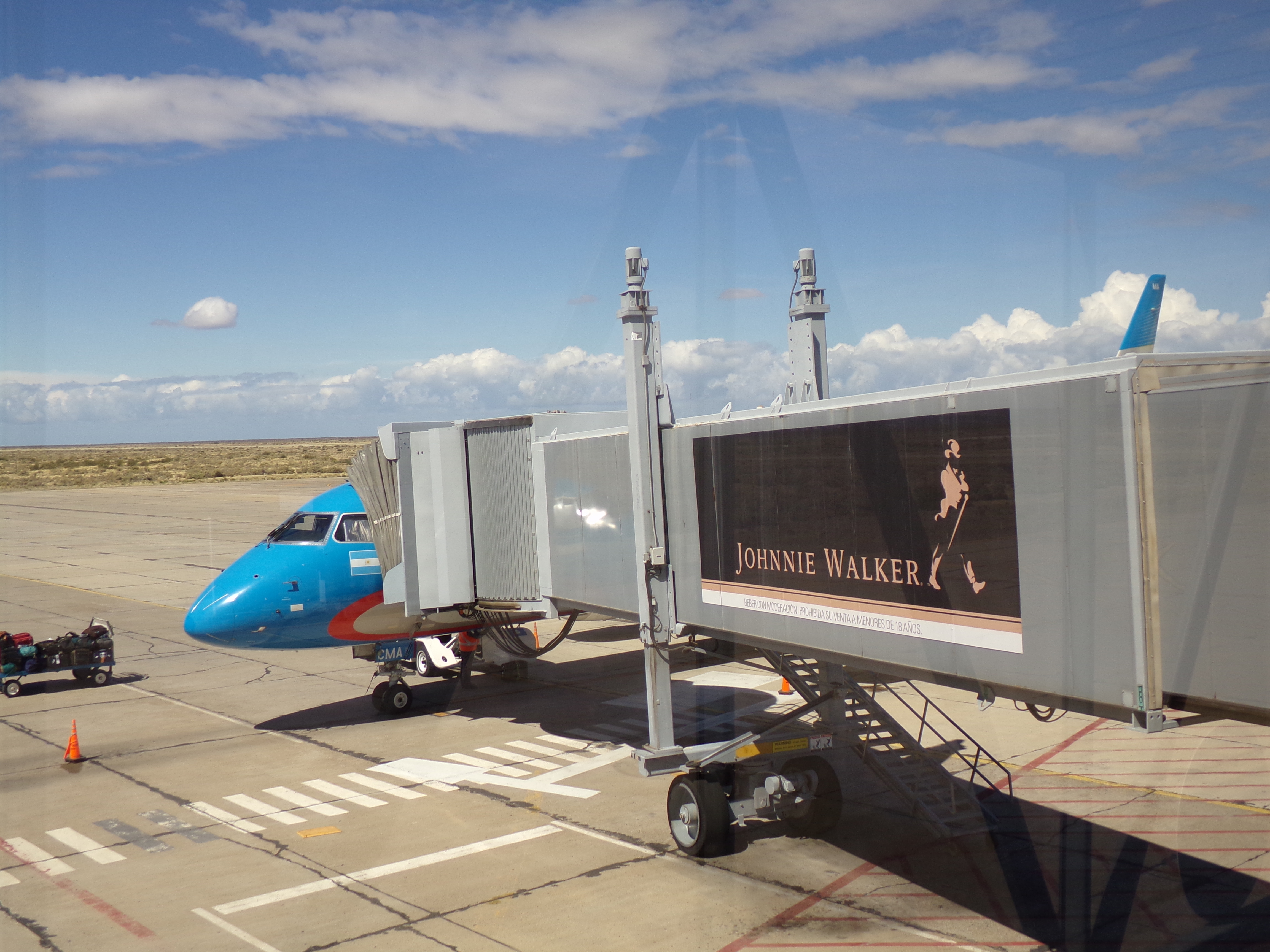
Avión de Austral Líneas Aéreas en el aeropuerto, conectado a la manga.

| Destinos regulares | Nombre del aeropuerto                                 | Aerolíneas                                                    | Avión                    | Frecuencias semanales |
| ------------------ | ----------------------------------------------------- | ------------------------------------------------------------- | ------------------------ | --------------------- |
| Argentina          |                                                       |                                                               |                          |                       |
| Bahía Blanca       | Aeropuerto Comandante Espora                          | Aerolíneas Argentinas                                         | E190                     | 4                     |
| Buenos Aires       | Aeroparque Jorge Newbery                              | Aerolíneas Argentinas / JetSMART Argentina                    | B738, B38M / B738 / A320 | 40                    |
| Buenos Aires       | Aeropuerto Internacional Ministro Pistarini           | Aerolíneas Argentinas (Estacional; sep - mar) (Vía BHI y MDQ) | B738, B38M               | 11                    |
| Comodoro Rivadavia | Aeropuerto Internacional General Enrique Mosconi      | Aerolíneas Argentinas                                         | E190                     | 4                     |
| Córdoba            | Aeropuerto Internacional Ingeniero Ambrosio Taravella | Aerolíneas Argentinas (Estacional; sep - mar)                 | B738                     | 4                     |
| El Calafate        | Aeropuerto Internacional Comandante Armando Tola      | Aerolíneas Argentinas (Estacional; sep - mar)                 | E190                     | 3                     |
| Mar del Plata      | Aeropuerto Internacional Astor Piazzolla              | Aerolíneas Argentinas (Vía BHI)                               | E190                     | 4                     |
| Ushuaia            | Aeropuerto Internacional Malvinas Argentinas          | Aerolíneas Argentinas (Estacional; sep - mar)                 | B738                     | 7                     |

### Aerolíneas y destinos que cesaron operaciones
- Aerolíneas Argentinas ( Bariloche, Esquel, Necochea, São Paulo-Guarulhos y Viedma)[11][12]
- CATA Línea Aérea (Aeroparque, Córdoba, Morón)
- LADE (Esquel, San Antonio Oeste)
- LAPA (Aeroparque, Mendoza, Comodoro Rivadavia)
- Sol Líneas Aéreas (Bahía Blanca, Buenos Aires-Aeroparque, Comodoro Rivadavia, Esquel, Mar del Plata, Río Gallegos, Río Grande)
- Pluna[13] (Montevideo, Sao Paulo)[14]